# السعودية في كأس القارات 1995
شارك المنتخب السّعُوديّ في بطولة كأس القارات 1995، التي كانت تُسمّى آنذاك باسم كأس الملك فهد 1995. البطولة نُظّمت في السعودية خلال الفترة ما بين 6 و13 يناير من عام 1995.
أُقصي المنتخب السعودي من دور المجموعات، بعد خسارتين أمام كل من المنتخب المكسيكي والمنتخب الدنماركي.

## النتائج

### المجموعة أ
|   | المنتخب  | نقاط | لعب | ف | ت | خ | له | عليه | ف.أ |
| - | -------- | ---- | --- | - | - | - | -- | ---- | --- |
| 1 | الدنمارك | 4    | 2   | 1 | 1 | 0 | 3  | 1    | +2  |
| 2 | المكسيك  | 4    | 2   | 1 | 1 | 0 | 3  | 1    | +2  |
| 3 | السعودية | 0    | 2   | 0 | 0 | 2 | 0  | 4    | -4  |

| 6 يناير 1995 | المكسيك  | 2 | 0 | السعودية |
| 8 يناير 1995 | الدنمارك | 2 | 0 | السعودية |

| السعودية | 0–2 | المكسيك                      |
| -------- | --- | ---------------------------- |
|          |     | لويس غارسيا بوستيغو 65'، 82' |

| السعودية | 0–2 | الدنمارك                            |
| -------- | --- | ----------------------------------- |
|          |     | براين لاودروب 43' مورتن ويهورست 90' |

## مَرَاجِع
1. ↑  "FIFA Confederations Cup-Part 1995 King Fahd Cup". Soccer Nostalgia. مؤرشف من الأصل في 2018-01-04. اطلع عليه بتاريخ 2017-07-25.
2. ↑  نسخة محفوظة 2016-01-12 على موقع واي باك مشين.; at مؤسسة إحصاءات وثيقة لرياضة كرة القدم